# 십육야의 포르투나
십육야의 포르투나(일본어: 十六夜のフォルトウー 이자요이의 포르투나[*])는 2013년 작 Lapis lazuli의 에로게다. 약 3년 만에 동사가 발표하는 에로게 신작이다.

## 개요
에로게 브랜드 Lapis lazuli가 약 3년 만에 에로게 시장에서 복귀해 내 놓는 에로게. 그 동안은 동사의 브랜드 areas의 게임의 시나리오 작성에 좀 더 집중했으나, 이번에는 원 브랜드에 복귀해 에로게를 내 놓는 것이 적합하다고 생각했기 때문에 했었다. 특히 디렉터는 음악 담당 부문인 야기누마 사토시가 직접 했으며, 시나리오도 그가 담당했다.
또한 시나리오 부분은 에로게 시장에서 흔한 시골을 다루는 전기물이지만, ATS라는 시스템을 채택했다. 이 시스템의 특징은 히로인의 관점에서 주인공을 볼 수 있는 시나리오가 가능하게 되고 있다.

## 참고
현재 한국 윈도에서 실행이 되지 않는다. 플레이를 원한다면 일본 윈도를 사용해야만 한다. (일본 윈도 인식이 가능하게 해주는 프로그램이 있으니 참고) -윈도 로캘을 변경하는게 가장 확실한 방법이기도 하다.